# Catair
CATAIR (code IATA : CT) pour Compagnie d'Affrètement et de transports Aériens était une compagnie aérienne qui effectuait du transport à la demande de passagers et de fret.

## Histoire
La Compagnie d'affrètement et de Transports Aériens Catair est créée en 1967 par Réné Fernand Meyer, avec la bienveillance de Jacques Foccart, homme politique gaulliste nommé "Monsieur Afrique". En effet, René Meyer avait dû renoncer à ses activités en Afrique, dépossédé sans indemnisation de sa compagnie Air Cameroun qui venait d'être nationalisée et qu'il avait créé et présidé pendant 21 ans.
La compagnie commençait ses vols le 23 mai 1969 avec 7 Lockheed Super constellation vendu par Air France (3 en version 102 passagers et 4 en version cargo). L'activité première était le fret aérien.
Elle avait pour première base, l'Aéroport de Pontoise - Cormeilles-en-Vexin et son siège social au 163-165 avenue de Neuilly à Neuilly Sur Seine.
En 1971, la Catair met en service une Caravelle rachetée à Swissair.
En décembre 1972, René Meyer, en désaccord avec les actionnaires, perdait le contrôle de la Catair et Charles Slama devenait alors le Président-Directeur général. L'entreprise est réorganisée et établit sa base opérationnelle à l'aéroport de Paris- Le Bourget.
Le siège de la compagnie était transféré au 48 rue du Général de Gaulle à Neuilly Sur Seine dans les Hauts de Seine,
Dès 1973, la compagnie était affrétée sur les lignes Paris/Tunis, Paris/Nice, Paris/Malte, Paris/Francfort/Tunis et Djerba (1974) et Paris/Genève (1975).
René Fernand Meyer créait en 1975 la compagnie Minerve.
La CATAIR connut rapidement des difficultés et début 1976, son directeur Jean Prabonneau quittait l'entreprise pour créer la compagnie charter AEROTOUR.
En 1976, la Catair avait transporté 176 166 passagers pour les voyagistes comme le Club Méditerranée, à cette époque le plus gros client des charters ou Airtour, Jet Tours, Kuoni.
En 1977, la base opérationnelle été transférée à Paris-Orly.
La compagnie était liquidée le 03 janvier 1978 (banqueroute frauduleuse) après l'immobilisation de ses appareils. Air France par le biais de sa compagnie charter "Air Charter International" reprenait l'activité de la défunte Catair, tandis que Europe Aéro Service reprenait deux caravelle (F-BYCA et F-BYCD).
C'était la fin de la Catair, première compagnie privée de charter en France.

## Flotte
La compagnie a eu en flotte:
- Lockheed L-1049G (Super Constellation)
- Sud Aviation SE-210 Caravelle de type III, VI-N, VI-R et XII

## Galerie photographique

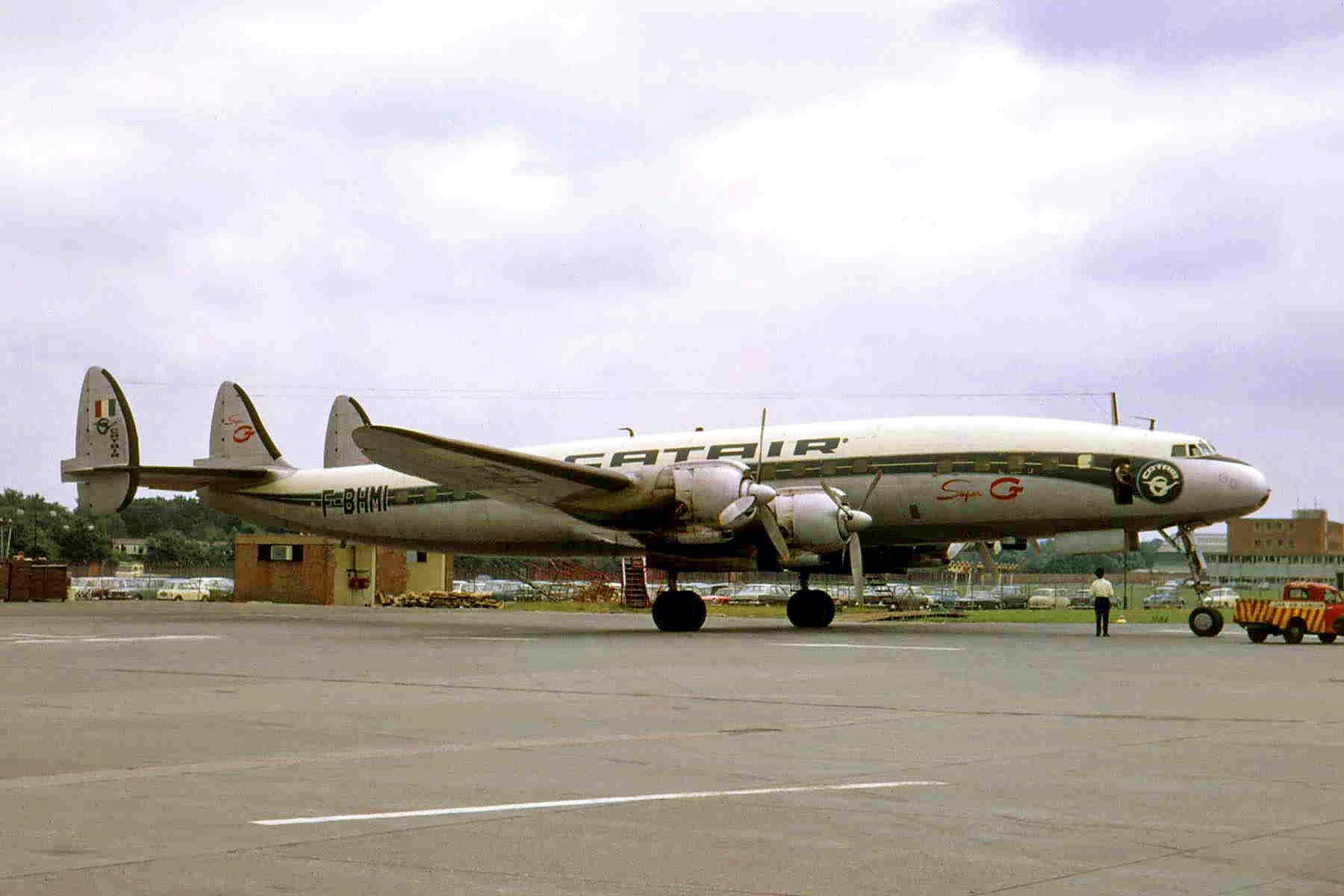
Super Constellation F-BHMI de la Catair
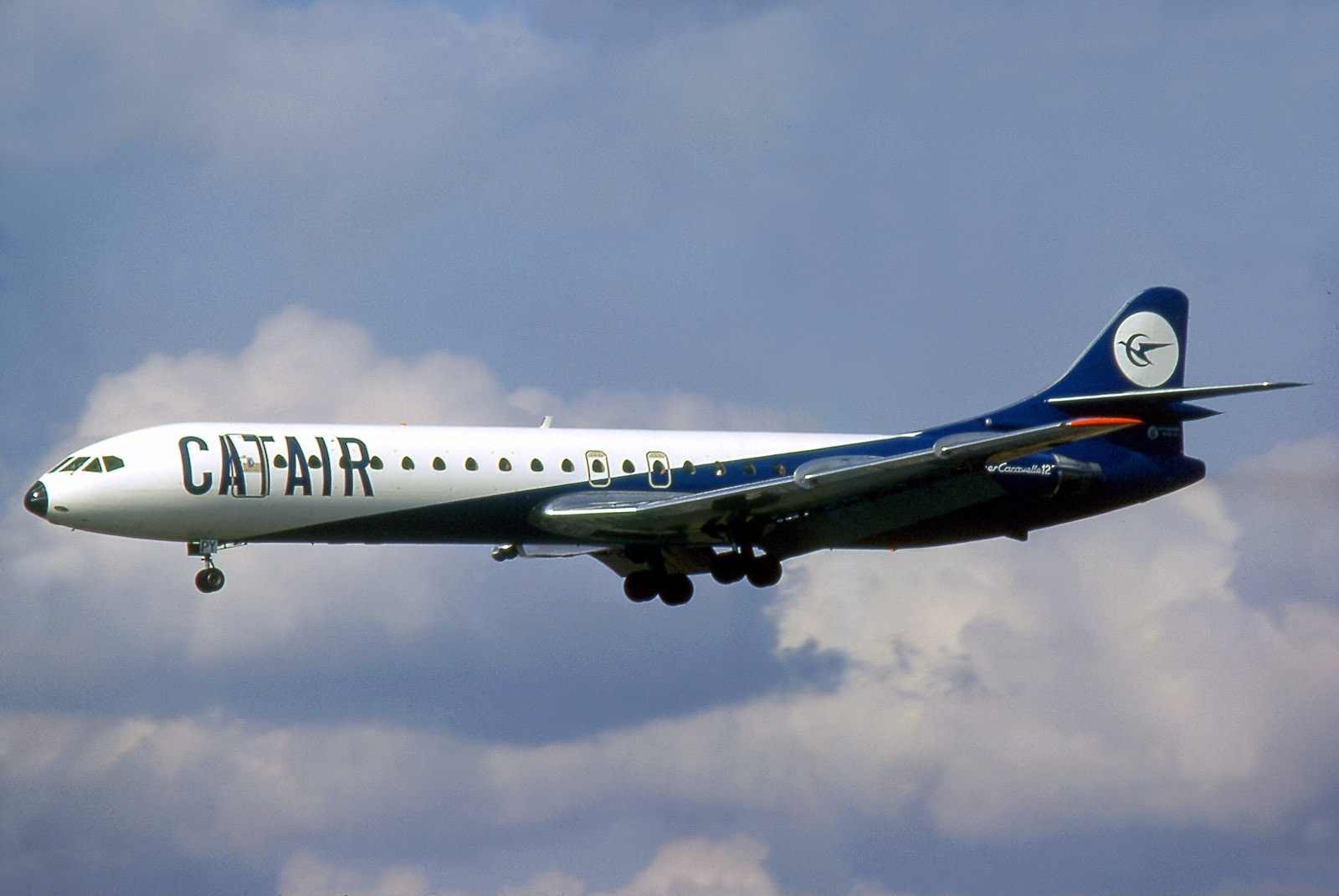
Caravelle XII de Catair F-BVPY à Paris- Le Bourget en mars 1975
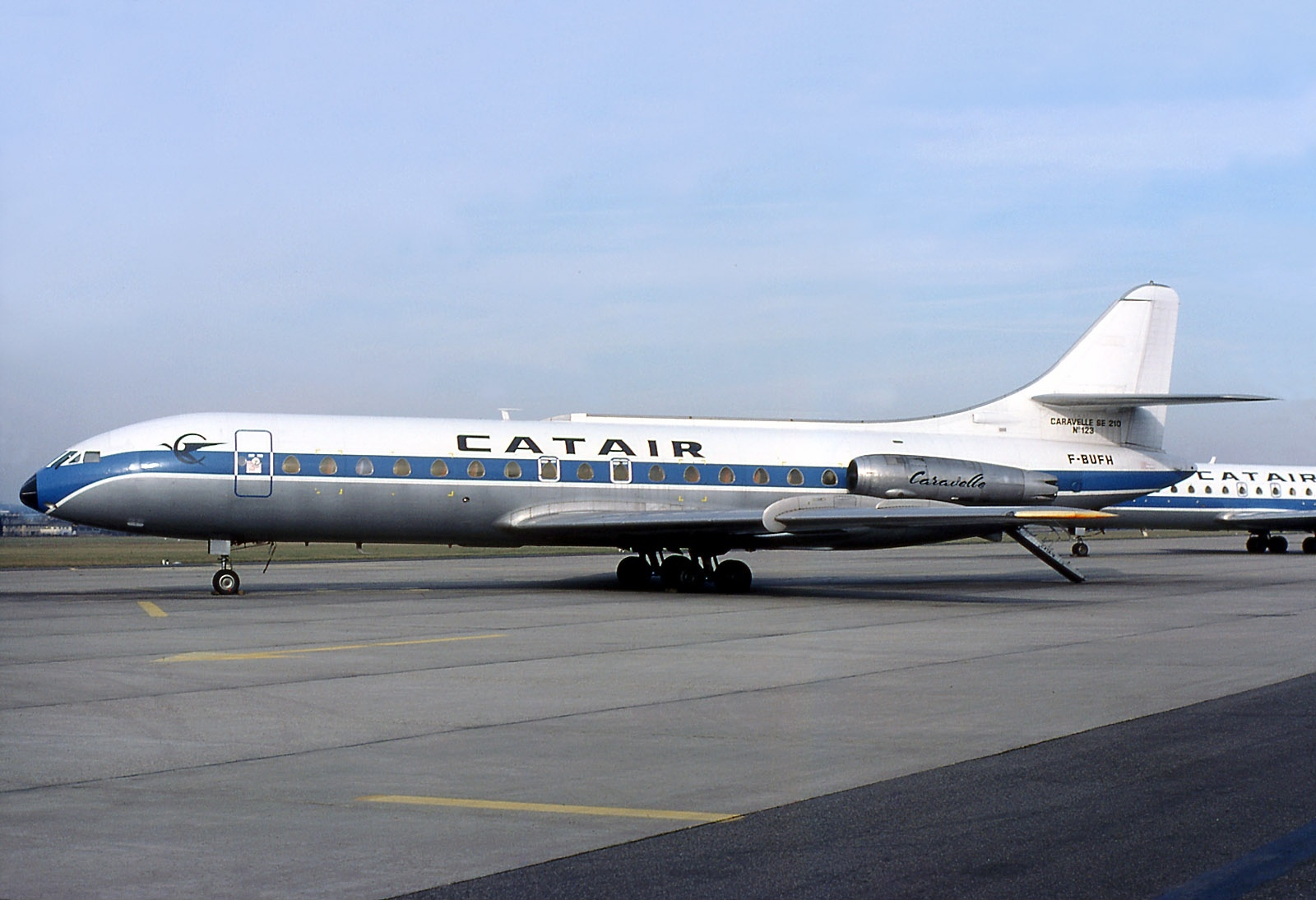
Caravelle III de Catair F-BUFH à Paris- Le Bourget en janvier 1976
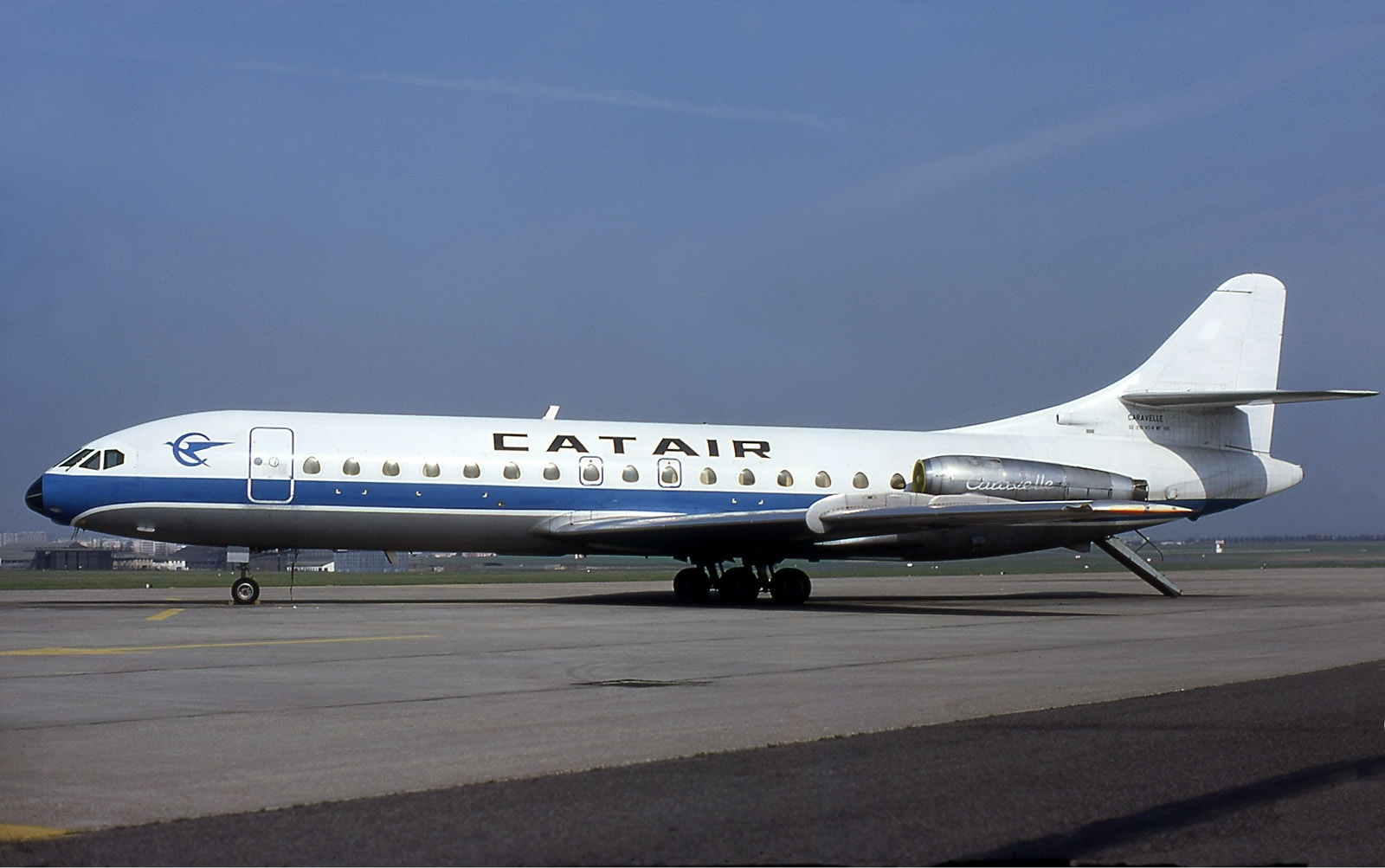
Caravelle VI-R de Catair F-BUFF à Paris- Le Bourget en mars 1976
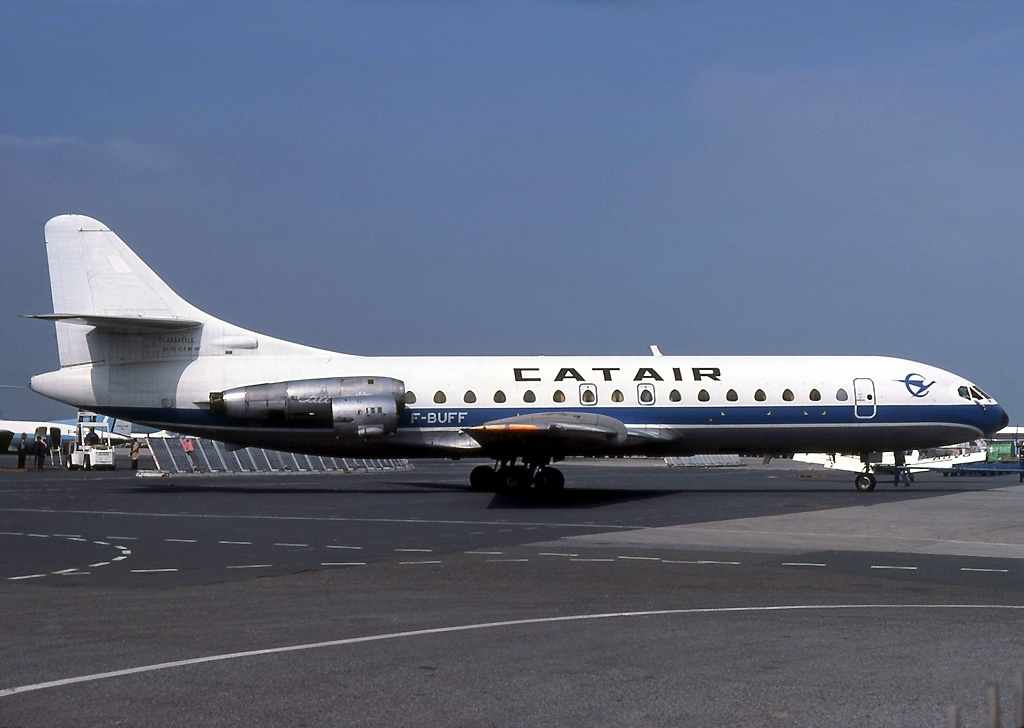
Caravelle VI-R de Catair F-BUFC à Paris- Le Bourget en mars 1976
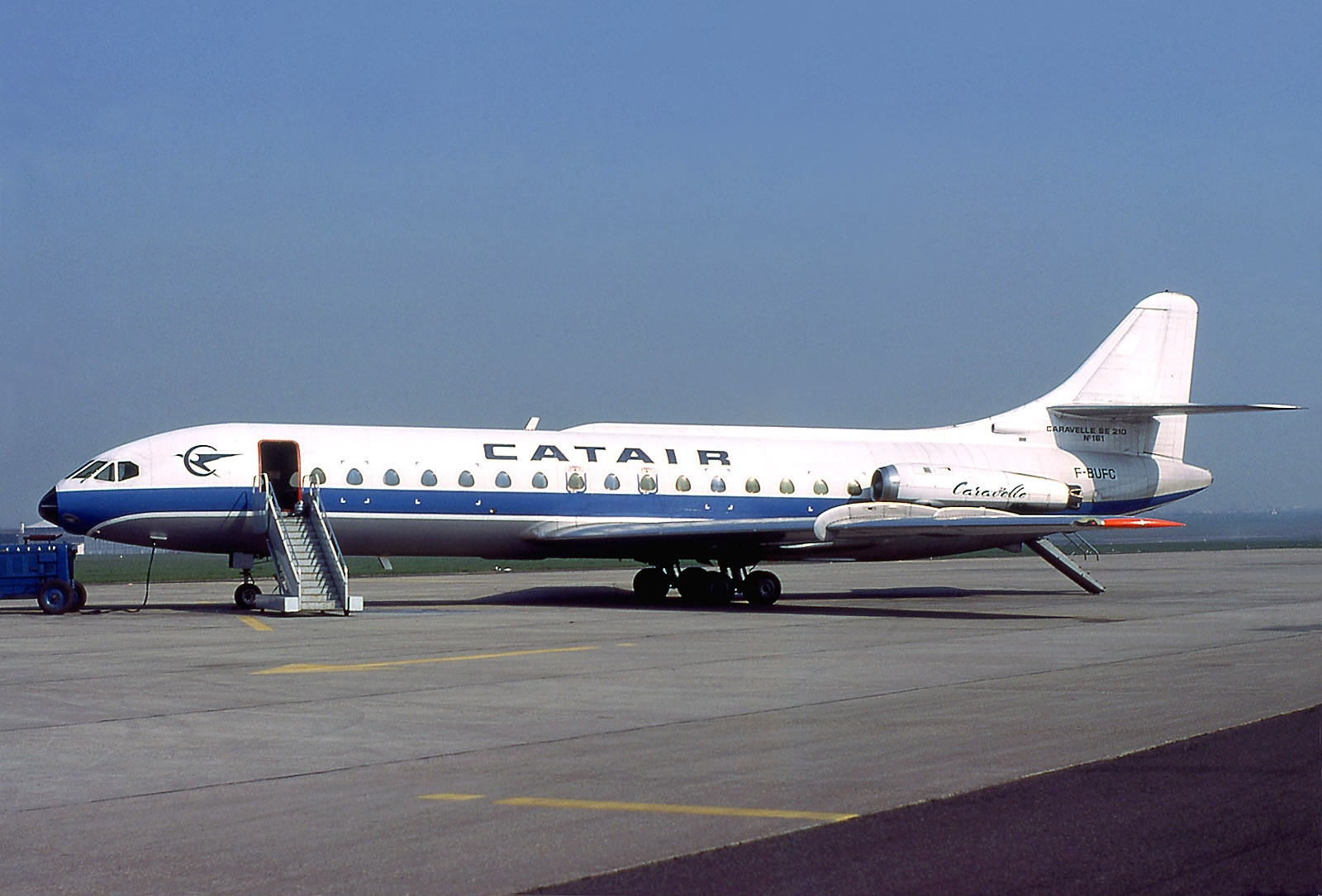
Caravelle VI-R de Catair F-BUFC à Paris- Le Bourget en mars 1976
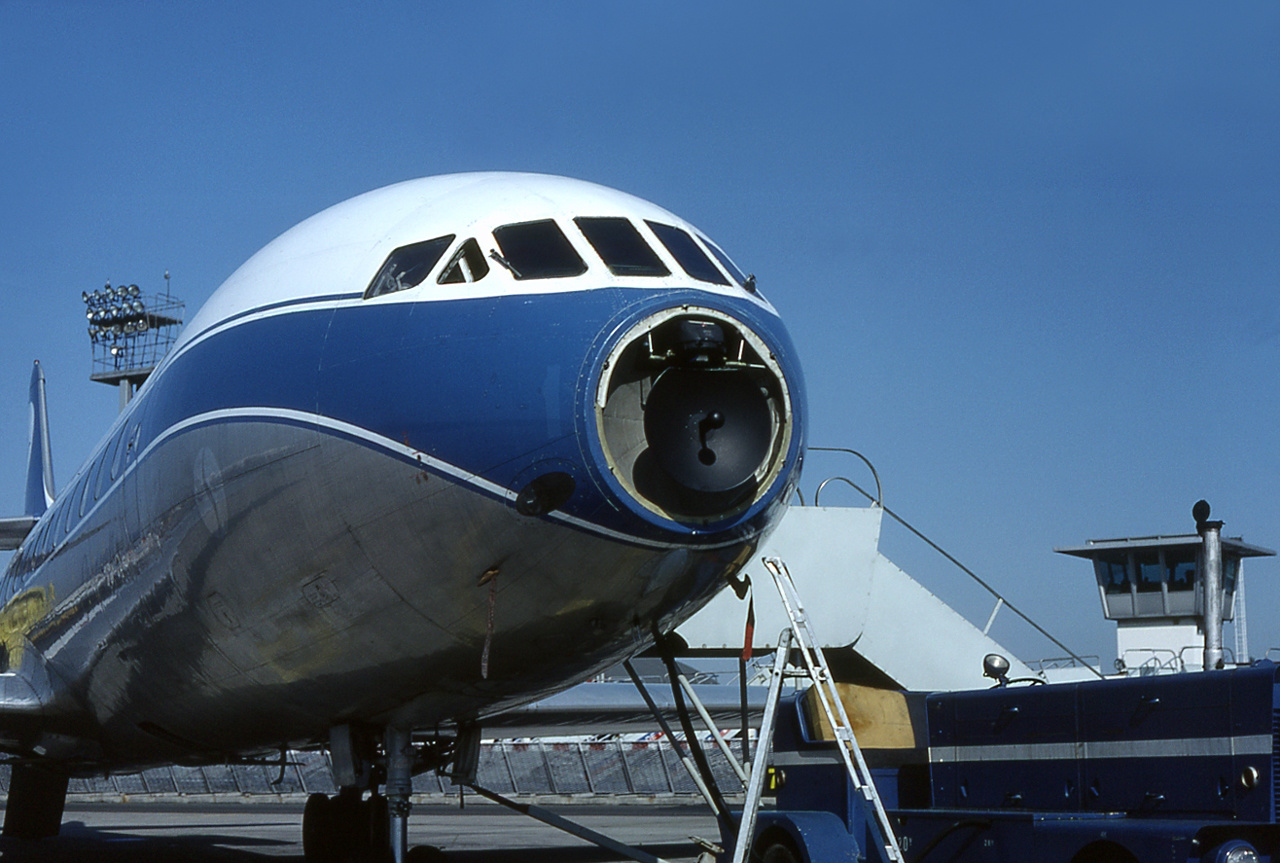
Caravelle VI-N de Catair F-BYCB à Paris- Le Bourget en mai 1976
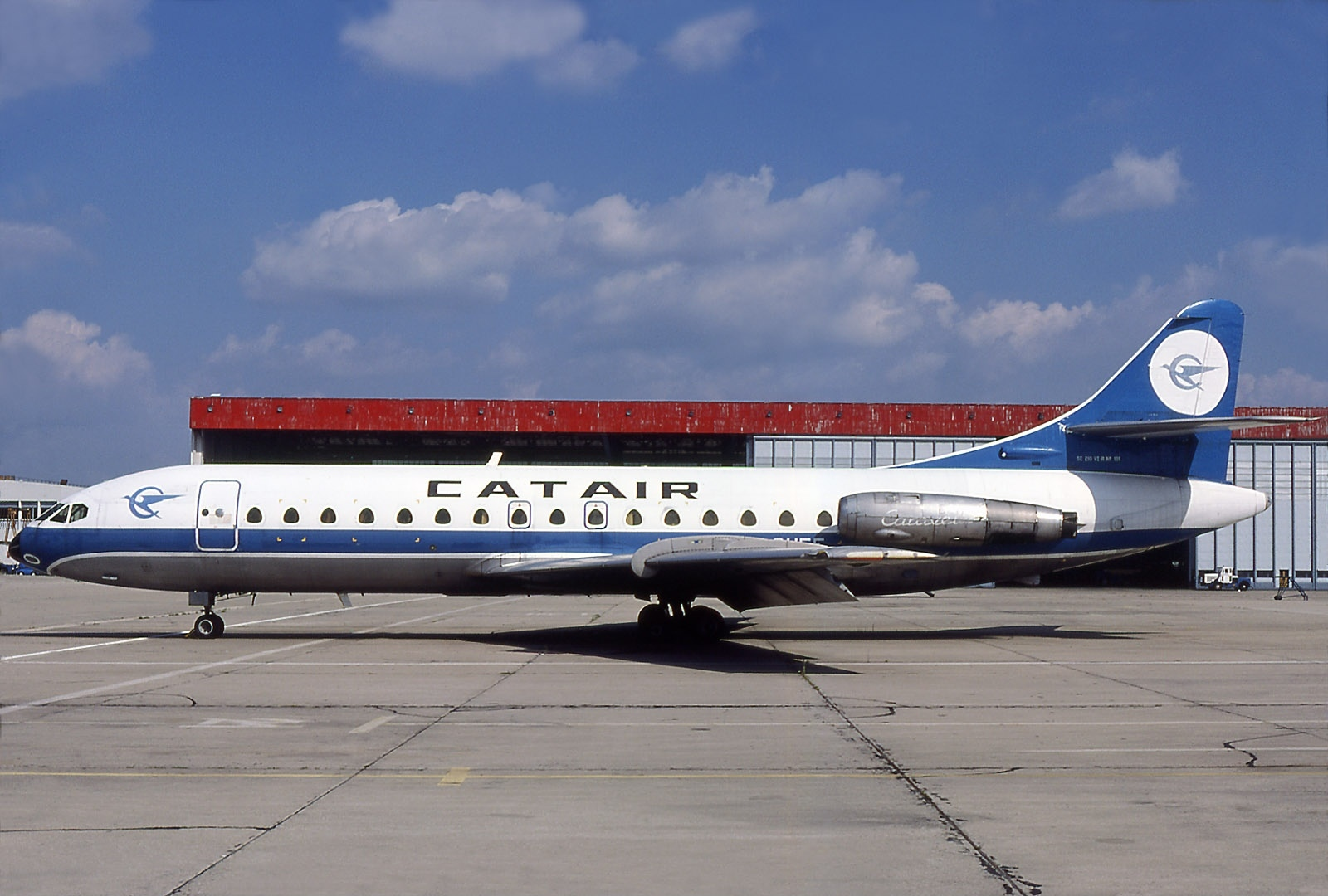
Caravelle VI-R de Catair F-BUFF à Paris-Orly en 1978
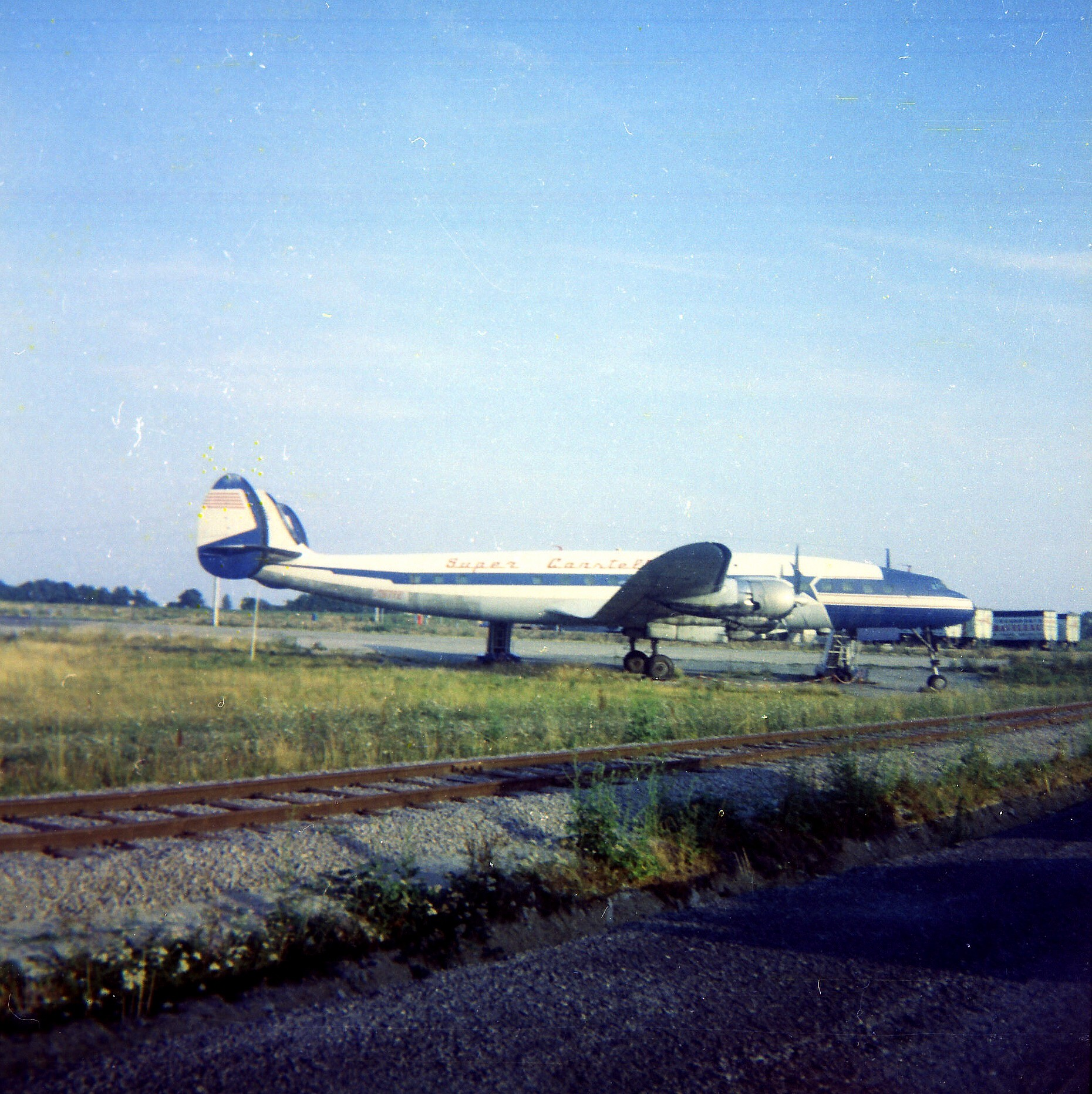
Ancien Lockheed Super Constellation F-BRAD de la Catair exposé à Nantes (nov.2012)